# ミーゼス研究所
ミーゼス研究所（Mises Institute）は、オーストリア学派経済学を広める目的で作られ、オーストリアの経済学者ルートヴィヒ・フォン・ミーゼスの名をとって命名されたシンクタンクである。リバタリアニズムや無政府資本主義、オーストリア学派経済学の研究者が所属している。

## 概略
ミーゼス研究所は、リバタリアン経済学者のマレー・ロスバードとリバタリアン系シンクタンクケイトー研究所の間で1980年代初期に起こった論争の後、ロスバードと彼の支持者を中心に1982年に設立された。
設立理念は「古典的自由主義、リバタリアニズムの政治理論、オーストリア学派経済学の教育と研究」であると述べられている。
ミーゼス研究所には設立当初からいる16人と、後に国内外から加わった70人のスタッフがいる。

## 主張
いかなる形態の政府も抑圧的であり、富の創造にとって有害だと主張している。また、知的財産権に反対している。
基本的にリバタリアニズムの立場をとるが、文化面において保守的な立場をとることがある。例えば、移民制限の支持や、2016年大統領選挙におけるドナルド・トランプ候補への共感や、道徳問題における保守派への共感などが挙げられる。このように、伝統的価値観を賞揚するリバタリアンはパレオ・リバタリアンと言われる。

## 主な在籍者
出典は研究所ウェブサイト。
ウォルター・ブロック
(無政府資本主義を唱える経済学者)
ハンス・ヘルマン・ホッペ
(パレオ・リバタリアン、ネヴァダ大学教授)
ヘスース・ウエルタ・デ・ソト
(スペインのレイ・フアン・カルロス大学教授)
ゲイリー・ノース
(キリスト教再建主義者の経済学者)
ロン・ポール
(医者、政治家)
トーマス・ウッズ
(歴史家、政治アナリスト)
マレー・ロスバード
(無政府資本主義の創始者、1995年没)
ジョセフ・ソブラン
(ジャーナリスト、保守主義からの転向者、2010年没)